# Tableau vivant

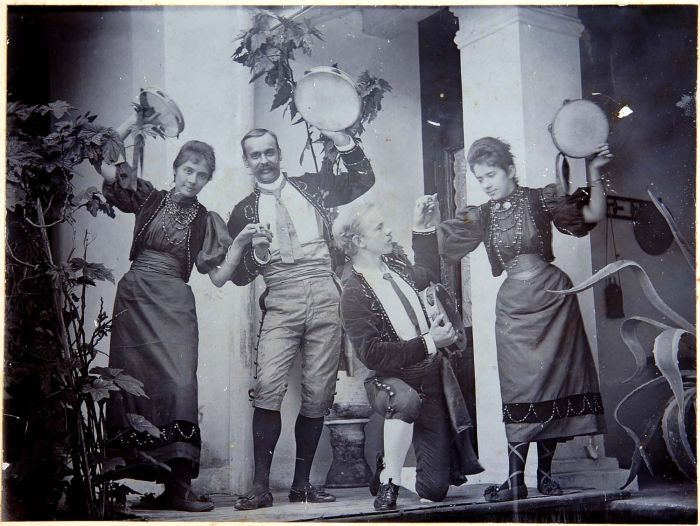
Tableau vivant, collection du Tropenmuseum d'Amsterdam.

Un tableau vivant est une représentation figée exécutée par des professionnels ou des amateurs, costumés pour la circonstance.
On peut aujourd'hui prendre une photographie d'un tableau vivant, mais la pratique est bien antérieure à l'apparition des techniques de reproduction mécaniques. Un tableau vivant peut être un sujet religieux (Nativité, Cène), mythologique ou profane. Des cabarets, des music-hall comme Les Folies Bergère peuvent présenter des tableaux vivants.
Dans le théâtre et l'opéra, un tableau est un instant d'arrêt où les acteurs suspendent l'action pour laisser apprécier la situation. De nombreux clips recourent à ce procédé, comme Losing My Religion. Les acteurs d'un film, juste avant le clap, composent incidemment un tableau.

## Évocations littéraires
« Osez-vous attenter au tableau vivant de ma docte machine, goujats de Cicéron? », s'indigne Granger dans Le pédant joué de Cyrano de Bergerac (1654).
Théophile Gautier, qui estime que c'est un genre apprécié en Allemagne, les définit dans L'Art dramatique en France : « Ce divertissement, assez singulier, consiste à se revêtir d'habits semblables à ceux des personnages du tableau qu'on représente, à copier leur attitude et leur physionomie, en un mot à prendre l'inverse du procédé ordinaire, qui est de reproduire la nature avec des couleurs ».
Victor Hugo note : « Dans l'automne de 1846, il y eut un spectacle qui fit fureur à Paris. C'étaient des femmes nues, vêtues seulement d'un maillot rose et d'une jupe de gaze, exécutant des poses qu'on appelait tableaux vivants avec quelques hommes pour lier les groupes ».
Pierre de Lano, écrivain de la fin du XIXe siècle spécialisé dans l'évocation des mœurs parisiennes du second Empire, écrit « qu'il y eut, aux Tuileries, des tableaux vivants qui dépassèrent les bornes des convenances et que des scènes mythologiques […] furent représentées devant l'Impératrice et devant ses familiers par les plus jolies femmes du château, dans le costume trop exact exigé par les rôles choisis […] leurs formes moulées en des maillots de soie ».
Zola présente le tableau vivant comme « l’amusement d’une société décadente » dans La Curée (chapitre VI).
Dans le chapitre IV de Bouvard et Pécuchet, les deux personnages présentent un tableau vivant du Moyen Âge qu'ils « interprètent » eux-mêmes : « Une minute se passa dans l’ébahissement », écrit Flaubert pour donner une mesure du temps.
Dans Le Nœud de vipères de François Mauriac, le narrateur rapporte que sa belle-sœur Marinette, venue passer le premier été suivant son veuvage auprès de sa famille, « amusait beaucoup les enfants, organisait des parties de cache-cache dans le grenier, jouait le soir aux tableaux vivants. »

## Le tableau vivant au cinéma
Dans La ricotta, de Pier Paolo Pasolini, un réalisateur tente de faire représenter par des acteurs la Passion du Christ telle que peinte par Jacopo Pontormo et Rosso Fiorentino.
Jean-Luc Godard reconstitue avec Raoul Coutard des œuvres célèbres dans Passion.
Raoul Ruiz a utilisé le dispositif à plusieurs reprises.
Dans Astérix et Obélix : Mission Cléopâtre, de 2002, Alain Chabat produit un tableau vivant du Radeau de la Méduse de Théodore Géricault.
En 2015, le film Maesta, la passion du Christ est entièrement composé de tableaux vivants représentant les panneaux du retable de la Maestà peint par Duccio.